# Орловка (Краснооктябрьский район)
Орловка — деревня в Краснооктябрьском районе Нижегородской области России. Входит в состав Саргинского сельсовета.

## География
Деревня находится в юго-восточной части Нижегородской области, в зоне хвойно-широколиственных лесов, к востоку от автодороги 22К-0073, на расстоянии приблизительно 23 километров (по прямой) к юго-юго-западу (SSW) от села Уразовки, административного центра района. Абсолютная высота — 176 метров над уровнем моря.
Климат
Климат характеризуется как умеренно континентальный, с морозной снежной зимой и умеренно жарким летом. Среднегодовая температура — 3,6 °C. Средняя температура воздуха самого тёплого месяца (июля) — 19,2 °C (абсолютный максимум — 38 °C); самого холодного (января) — −12,1 °C (абсолютный минимум — −44 °C). Среднегодовое количество атмосферных осадков составляет 544 мм.
Часовой пояс
Деревня Орловка, как и вся Нижегородская область, находится в часовой зоне МСК (московское время). Смещение применяемого времени относительно UTC составляет +3:00.

## Население
| 2002 | 2010 |
| ---- | ---- |
| 13   | ↘3   |

Национальный состав
Согласно результатам переписи 2002 года, в национальной структуре населения русские составляли 100 % из 13 чел.